# Sociativ
Sociativ er i grammatik en kasus, der udtrykker ledsagelse eller fællesskab, der på dansk udtrykkes ved et præpositionsled ('med', 'sammen med').
Sociativ findes fx i tjekkisk og ungarsk.
Sociativ har samme funktion som i andre sprog komitativ.